# ويزلي غير
ويزلي غير (بالإنجليزية: Wesley Geer)‏ هو عازف قيثارة أمريكي، ولد في 23 يونيو 1974 في فوليرتون في الولايات المتحدة.

## وصلات خارجية
- ويزلي غير على موقع ميوزك برينز (الإنجليزية)
- ويزلي غير على موقع أول ميوزيك (الإنجليزية)
- ويزلي غير على موقع ديسكوغز (الإنجليزية)